# Luvila ceglasta
Luvila ceglasta är en insektsart som beskrevs av Irena Dworakowska 1974. Luvila ceglasta ingår i släktet Luvila och familjen dvärgstritar.
Artens utbredningsområde är Kongo. Inga underarter finns listade i Catalogue of Life.